# Бертхолд фон Айхен
Бертхолд фон Айхен (на немски: Berthold von Aichen; † пр. 1 май 1330) е благородник от род фон Айхен в Бавария.

## Фамилия
Бертхолд фон Айхен се жени за Маргарета Шпет фон Щайнфарт-Файминген († сл. 1370), дъщеря на Херман Шпет фон Щайнхарт († сл. 1339) и съпругата му фон Нойфен-Марщетен, дъщеря на граф Албрехт III фон Нойфен-Марщетен-Грайзбах († 1306) и Елизабет фон Грайзбах († сл. 1316), дъщеря на Бертхолд II фон Грайзбах († пр. 1291) и графиня Елизабет фон Хиршберг/Хенеберг-Ашах († 1291). Те вер. две дъщери:
- Анна фон Айхен († 1369), омъжена за граф Вилхелм II фон Кирхберг († пр. 1 септември 1370); родители на Еберхард V († 12 август 1413), епископ на Аугсбург
- Урсула фон Айхен († 16 ноември 1335 – 14 май 1339), омъжена за чичо си Фридрих Шпет фон Щайнфарт († 13 януари 1331/16 ноември 1335), господар на Илерайхен-Файминген, фогт на Фюсен; който е брат на майка ѝ.

Вдовицата му Маргарета Шпет фон Щайнфарт-Файминген се омъжва втори път пр. 25 май 1337 г. за граф Конрад I фон Тюбинген-Херенберг († 1376/1377).